# Fridtjof Nansen-klassen
Fridtjof Nansen-klassen er den norske marines nye fregatklasse der har erstattet fregatterne af Oslo-klassen. Klassen bygges på det spanske værft Navantia. Alle projektets omkostninger som inkluderer fem fregatter og seks NH90-helikoptere beløber sig til 21 milliarder norske kroner. Fregatprojektet er det største investeringsprojekt i det norske forsvar nogensinde. 

## Historie
Den første fregat Fridtjof Nansen foretog søprøver og gik for egen maskine 27. juni 2005. Det spanske værft som bygger fregattene er for tiden i dybe økonomiske problemer, og efter flere forsinkelser blev fartøjet leveret den 5. april 2006 og sejlede ind Oslofjorden den 1. juni 2006.
Fregat nummer to, Roald Amundsen blev søsat og døbt den 25. maj 2005 og overleveret til Sjøforsvaret den 21. maj 2007. Roald Amundsen har flere ændringer i forhold til Fridtjof Nansen, den vigtigste er at den har kommunikationssystemet Link 16. Skæring af stålet til den femte fregat Thor Heyerdahl startede den 19. april 2005 og hejste som den sidste enhed i klassen kommando den 18. februar 2011
Den 26. februar 2009, besluttede den norske regering at sende fregatten Fridtjof Nansen til Adenbugten for at deltage i Operation Atalanta, den europæiske unions antipirateriopgave i Somalia. Fridtjof Nansen deltog i operationen fra august 2009.
Fridtjof Nansens udsendelse i Operation Atalanta skete uden at medbringe egen helikopter. På grund af forsinkelser i leveringen af den nye norske maritime helikopter, NHI NH90, blev skibet udstyret med to hurtige RIB'er som en erstatning til brug for skibets marineinfanterister. I november 2009 blev skibet involveret i en ildkamp med formodede pirater efter at være blevet angrebet mens man var i færd med at undersøge et fiskeskib.

## Våben
Som artilleri valgte man at indkøbe den gennemprøvede 76/62 Compact fra den italienske våbenkoncern Oto Melara. Denne kanon kan engagere land-, sø-, og luftmål. Kanonpositionen er forberedt til en 127 millimeter kanon, men der er umiddelbart ingen planer om at opgradere systemet, da man blandt andet benytter samme våbensystem på landets missilfartøjer af Skjold-klassen, hvorved man kan forenkle den logistiske situation og holde udgifterne nede ved kun at benytte et enkelt kanonsystem.
Til luftforsvar er der installeret et Mk. 41 Vertical Launching System med 8 celler. I hver af disse celler kan placeres en såkaldt "Quadpack" ESSM. Dette betyder at skibene er i stand til at fylde fire ESSM i hver celle og dermed medbringe op til 32 ESSM. Skibene er desuden forberedt til installationen af yderligere 8 celler til systemet således at man kan medbringe op til 64 ESSM. 
Mk. 41 systemet er dog en mindre udgave af systemet, hvilket betyder man ikke, som de danske fregatter af Iver Huitfeldt-klassen, vil være i stand til at medbringe langtrækkende luftforsvarsmissiler eller deltage i et ballistisk missilforsvar.
Skibene er også udstyret med to firedobbelte Naval Strike Missiles (NSM) sømålsmissilsystemer. Disse sømålsmissiler bliver fremstillet af den norske rustningskoncern Kongsberg.
Til antiubådskrigsførelse er alle fem enheder udstyret med et Stingray-letvægtstorpedosystem udviklet af BAE Systems fra Storbritannien.

## Elektronik

### AEGIS og radar
Den primære sensor over overfladen er den amerikanskudviklede AN-SPY-1F multifunktionsradar som er koblet til kampinformationssystemet AEGIS. Radaren og kampinformationssystemet er udviklet af Lockeed Martin til US Navys krydsere af Ticonderoga-klassen. Fridtjof Nansen-klassen kun er cirka halvt så stor som en amerikansk krydser og cirka 20 procent mindre end de hidtil mindste skibe der var udrustet med AEGIS, den spanske Álvaro de Bazán-klasse. Denne størrelsesforskel betød at man måtte udvikle en mindre version af radaren hvilket resulterede i AN/SPY-1F.
AEGIS-kampinformationssystemets hovedopgave består i at samle informationerne fra skibenes forskellige sensorer for at give skibets chef et som komplet situationsbillede som muligt hvorfra han kan træffe beslutninger om eventuel våbenbrug.

### Sonar
Til antiubådskrigsførelse er Fridtjof Nansen udstyret med to forskellige sonarsystemer. På skroget er der monteret et MRS2000-system og under helikopterdækket er der installeret et TASS der også er i stand til at fungere som en VDS, dette system er benævnt CAPTAS Mk2 (Combined Active Passive Towed Array Sonar Mk. 2) og er fremstillet af Thales Gruppen.
For at forhindre selvmordsangreb, som der ramte USS Cole (DDG-67) i 2000, er der desuden installeret et antal 12,7 mm Browning M2 maskingeværer til nærforsvar.

## Udviklingen
Fridtjof Nansen-klassen skiller sig ud fra sin fyrre år gamle forgænger, Oslo-klassen på en række måder. Fartøjerne er langt større og tungere, og har samtidig langt flere elektroniske og automatiske systemer hvilket reducerer behovet for bemanding. Fartøjernes store, lange flader har til opgave at reducere fartøjernes radarsignaturer, det vil gøre fartøjet vanskeligere at opdage på radar, samt vanskeligere at styre radarstyrede våben imod. Nansen-klassen er 38 meter længere end Oslo-klassen, og stikker cirka to meter dybere.
Man er også gået bort fra dampkedler som fremdrift, til fordel for dieselmotorer og gasturbiner. 
Fregattene er de eneste overfladeplatforme i den norske marine med evne til at jagte ubåde. Som led i udviklingen af denne evne, har de nye fregatter mulighed til at medbringe NH-90 helikoptere, som medbringer dyppesonar samt egne letvægtstorpedoer. Sammen med med det moderne sonarudstyr gør dette fregattene langt mere effektive til antiubådskrigførelse end deres forgængere, Oslo-klassen.

## Skibe i klassen
Fregattene dækker pennantnumrene F310 til F314 og er opkaldt efter kendte norske polarforskere: Fridtjof Nansen, Roald Amundsen, Otto Sverdrup, Helge Ingstad og Thor Heyerdahl.
| Pnt. | Navn            | Kølen lagt        | Søsat             | Indgået            | Navngivet af                          | Status     | Kaldesignal |
| ---- | --------------- | ----------------- | ----------------- | ------------------ | ------------------------------------- | ---------- | ----------- |
| F310 | Fridtjof Nansen | 9. april 2003     | 3. juni 2004      | 5. april 2006      | Forsvarsminister Kristin Krohn Devold | I tjeneste | LABN        |
| F311 | Roald Amundsen  | 3. juni 2004      | 25. maj 2005      | 21. maj 2007       | Helle Christine Jacobsen              | I tjeneste | LABA        |
| F312 | Otto Sverdrup   | 25. maj 2005      | 28. april 2006    | 30. april 2008     | Ingvild Sverdrup Stueland             | I tjeneste | LABS        |
| F313 | Helge Ingstad   | 28. april 2006    | 23. november 2007 | 29. september 2009 | Kristin Ingstad Sandberg              | Sunket     | LABI        |
| F314 | Thor Heyerdal   | 23. november 2007 | 11. februar 2009  | 18. januar 2011    | Elisabeth Heyerdahl Lampe             | I tjeneste | LABH        |

## Eksterne links
- Wikimedia Commons har flere filer relateret til Fridtjof Nansen-klassen
- Sjøforsvaret: Nansen-klassen (norsk) Arkiveret 11. juli 2009 hos  Wayback Machine
- Hazegray: Oversigt over Sjøforsvarets materiel (engelsk) Arkiveret 24. marts 2009 hos  Wayback Machine
- Lockheed-Martin artikel omhandlende AN/SPY-1F (engelsk) Arkiveret 27. marts 2009 hos  Wayback Machine (PDF-fil)
- Naval-technology artikel (engelsk) Arkiveret 9. oktober 2019 hos  Wayback Machine